# Акалькулия
Акалькулия (греч. отриц. прист. ἀ- и лат. calculō — «считаю») — нейропсихологический симптом, проявляющийся в нарушении счёта и счётных операций по причине поражения разных участков коры головного мозга.
Описал шведский патолог Ф. Хеншен.
Возникает при поражении определённых отделов коры преобладающего (доминантного) полушария головного мозга (при кровоизлиянии, опухоли, травме мозга). При акалькулии больные путают графически близкие цифры (6 и 9, IX и XI), пишут, например, 1048 как 1000 и 48, не могут выполнять устные и письменные операции счёта. Акалькулия часто сочетается с сенсорной афазией.
У людей с синдромом саванта описано противоположное явление — гиперкалькулия — чрезвычайно высокие математические способности, при дополнительной тренировке склонные к гиперкалькулии могут стать феноменальными счётчиками.

## Первичная форма
Акалькулия первичная связана с патологией понимания разрядного строения чисел, трудностями в самих счётных операциях, неразличением арифметических знаков и прочее; выступает как симптом, автономный от иных расстройств высших психических функций; прослеживается при поражении теменно-затылочно-височных отделов коры левого полушария и проявляется в нарушении понимания пространственных отношений.

## Вторичная форма
Акалькулия вторичная входит в структуру нейропсихологического синдрома, то есть может зарождаться при других расстройствах высших психических функций (агнозия, афазия, амнезия) или при общем нарушении целенаправленной интеллектуальной деятельности
- 1) при поражении височных отделов коры больших полушарий расстраивается устный счет
- 2) при поражении затылочных отделов не распознаются цифры, похожие по написанию
- 3) при поражении префронтальных отделов расстраивается целенаправленная деятельность, спланированность счетных операций и контроль над их выполнением